# Somatocleptes apicicornis
Somatocleptes apicicornis är en skalbaggsart som först beskrevs av Fauvel 1906.  Somatocleptes apicicornis ingår i släktet Somatocleptes och familjen långhorningar. Inga underarter finns listade i Catalogue of Life.